# Island i olympiska vinterspelen 2022
Island deltog i de olympiska vinterspelen 2022 i Peking i Kina mellan den 4 och 20 februari 2022.
Islands lag bestod av tre män och två kvinnor som deltog i två sporter. Kristrún Guðnadóttir och Sturla Snær Snorrason var landets fanbärare vid öppningsceremonin. Vid avslutningsceremonin var längdåkaren Snorri Einarsson landets fanbärare.

## Alpin skidåkning
| Idrottare                       | Gren                | Åk 1  | Åk 1      | Åk 2             | Åk 2             | Totalt           | Totalt           |
| Idrottare                       | Gren                | Tid   | Placering | Tid              | Placering        | Tid              | Placering        |
| ------------------------------- | ------------------- | ----- | --------- | ---------------- | ---------------- | ---------------- | ---------------- |
| Sturla Snær Snorrason           | Herrarnas slalom    | DNF   | DNF       | Gick inte vidare | Gick inte vidare | Gick inte vidare | Gick inte vidare |
| Hólmfríður Dóra Friðgeirsdóttir | Damernas storslalom | DNF   | DNF       | DNF              | DNF              | DNF              | DNF              |
| Hólmfríður Dóra Friðgeirsdóttir | Damernas slalom     | 57,39 | 43        | 56,48            | 36               | 1.53,87          | 38               |
| Hólmfríður Dóra Friðgeirsdóttir | Damernas super-G    | —     | —         | —                | —                | 1.17,41          | 32               |

## Längdskidåkning
Distans
| Idrottare        | Gren                          | Klassisk stil | Klassisk stil | Fristil | Fristil   | Final     | Final   | Final     |
| Idrottare        | Gren                          | Tid           | Placering     | Tid     | Placering | Tid       | Diff.   | Placering |
| ---------------- | ----------------------------- | ------------- | ------------- | ------- | --------- | --------- | ------- | --------- |
| Snorri Einarsson | Herrarnas 15 km klassisk stil | —             | —             | —       | —         | 41.17,6   | +3.22,8 | 36        |
| Snorri Einarsson | Herrarnas 30 km skiathlon     | 41.37,4       | 25            | 40.33,5 | 29        | 1:22.50,1 | +6.40,3 | 29        |
| Snorri Einarsson | Herrarnas 50 km fristil       | —             | —             | —       | —         | 1:14.51,6 | +3.18,9 | 23        |

Sprint
| Idrottare                               | Gren                    | Kval    | Kval      | Kvartsfinal      | Kvartsfinal      | Semifinal        | Semifinal        | Final            | Final            |
| Idrottare                               | Gren                    | Tid     | Placering | Tid              | Placering        | Tid              | Placering        | Tid              | Placering        |
| --------------------------------------- | ----------------------- | ------- | --------- | ---------------- | ---------------- | ---------------- | ---------------- | ---------------- | ---------------- |
| Isak Stianson Pedersen                  | Herrarnas sprint        | 3.11,95 | 78        | Gick inte vidare | Gick inte vidare | Gick inte vidare | Gick inte vidare | Gick inte vidare | Gick inte vidare |
| Snorri Einarsson Isak Stianson Pedersen | Herrarnas sprintstafett | —       | —         | —                | —                | 21.05,66         | 10               | Gick inte vidare | 19               |
| Kristrún Guðnadóttir                    | Damernas sprint         | 3.49,59 | 74        | Gick inte vidare | Gick inte vidare | Gick inte vidare | Gick inte vidare | Gick inte vidare | Gick inte vidare |